# Нарциссизм на рабочем месте
Нарциссизм на рабочем месте — влияние нарциссов, как сотрудников, так и руководителей, на рабочую обстановку.

## Собеседование при приеме на работу
Нарциссы часто преуспевают на собеседовании из-за умения производить благоприятное первое впечатление благодаря своей высокой уверенности в себе, саморекламе и обаянию. Они склонны преувеличивать свои успехи и создавать ощущение контроля, что характерно для самомотивированного лидера, хотя это может не привести к более высокой производительности труда после найма.

## Влияние на удовлетворенность работой

### Влияние на уровень стресса, прогулы и текучесть кадров
У людей, которые работают или взаимодействуют с нарциссами, как правило, наблюдается более высокий уровень стресса. Хотя для стресса может быть множество причин, но важным является связь между нарциссизмом и агрессией, которая связана с контрпродуктивным поведением на рабочем месте (межличностная агрессия, саботаж работы других, поиск оправданий для траты времени и ресурсов других людей, распространение слухов). Подобные агрессивные действия могут усилить стресс у других сотрудников, что приводит к увеличению прогулов и текучести кадров. Хотя не было обнаружено никакой корреляции между прогулами сотрудников, которыми руководит нарциссически лидер, однако руководство ненарциссического лидера снижает количества прогулов с течением времени.

### Издевательства на рабочем месте
В 2007 году исследователи Кэтрин Мэттис и Брайан Спицберг из Университета штата Сан-Диего, США, обнаружили, что нарциссизм имеет положительную связь с травлей. Нарциссы предпочитают косвенные методы травли:
- сокрытие информации, влияющей на производительность других
- игнорирование других
- распространение сплетен
- постоянное напоминание другим об ошибках
- приказ другим выполнять работу ниже их уровня компетентности
- чрезмерный контроль за работой других.

Нарциссы избегают такие прямые методы травли, как угрозы, крики, постоянная критика или ложные обвинения. Нарциссы, скорее всего, будут более эмоционально нестабильными и агрессивными, чем другие сотрудники, что может стать риском для всех сотрудников.
Нарциссы имеют высокую мотивацию к травле и, в некоторой степени, испытывают чувство удовлетворения после инцидента с травлей. Несмотря на то, что многие нарциссы избегают труда, они могут стремиться украсть результаты чужой работы. В соответствии с чертами тёмной триады, многие нарциссы будут манипулировать своим окружением, чтобы иметь возможность приписать себе достижения компании, к которым они не имеют никакого отношения. Исследование по изучению тёмных черт характера у лиц, занимающих руководящие должности, и их влияние на депрессию сотрудников, подтвердило идею о том, что на психическое здоровье и стабильность сотрудников негативно влияет травля (некоторые проявления нарциссического поведения) на рабочем месте.

## Предпочтения
Нарциссы особенно заинтересованы в получении руководящих должностей и могут быть более успешны в их получении. Нарциссы меньше заинтересованы в иерархиях, где мало возможностей для продвижения по службе. Типичный нарцисс озабочен похвалой и тем, как его воспринимают, а не принесением пользы всем «заинтересованным сторонам». Некоторые нарциссические черты могут давать преимущества, но негативные и позитивные последствия нарциссического лидерства ещё не полностью изучены. С точки зрения внутреннего функционирования организации нарциссы могут быть особенно вредны для работы, требующей рассудительной самооценки, сильно зависящей от командных усилий и/или использующей обратную связь по принципу 360 градусов.

### Корпоративный нарциссизм
Согласно Алану Даунсу, корпоративный нарциссизм возникает тогда, когда нарцисс становится генеральным директором (или занимает другую руководящую должность) в команде высшего руководства, собирая вокруг себя созависимых сотрудников. Нарциссы заявляют о своей лояльности компании, но на самом деле преданы только своим собственным целям; их организационные решения основываются на собственных интересах, а не на интересах организации в целом. Определённый тип харизматичного лидера может управлять финансово успешной компанией, основываясь на совершенно нездоровых принципах (какое-то время). Нарциссы считают, что они умнее среднестатистического человека, и эта уверенность может объясняться тем, как они попадают на руководящие должности. Однако, как только они оказываются на этой должности, они стараются выставить других в плохом свете, тем самым возвышая себя. Они стремятся занять руководящие должности в основном из-за своего желания достичь высокого социального статуса.
Согласно Невиллу Симингтону, одним из способов отличить «достаточно хорошую» организацию от «патологической» является её способность исключать нарциссических персонажей из ключевых должностей.

## Нарциссический ресурс
У нарциссического менеджера будет два основных источника нарциссического ресурса: неодушевлённый (символы статуса, такие как автомобили, гаджеты или виды из окон офиса) и одушевлённый (лесть и внимание со стороны коллег и подчиненных). Товарищи по команде быстро превращаются в источники постоянного снабжения нарцисса, если только они не будут очень осторожны и не будут соблюдать надлежащие границы. Потребность нарциссического менеджера защищать такие сети поставки нарциссического ресурса будет препятствовать объективному принятию решений. Такой менеджер будет оценивать долгосрочные стратегии с точки зрения их потенциальной выгоды для привлечения личного внимания, а не для выгоды для организации.

## Продуктивные нарциссы
Согласно Кромптону можно выделить так называемых продуктивных нарциссов и непродуктивных нарциссов. Согласно Майклу Маккобипродуктивные нарциссы чрезмерно чувствительны к критике, чрезмерно конкурентоспособные, изолированные и претенциозные, но у них есть стремление быть лидерами и помогать компании добиваться больших успехов. Нарциссы, как правило, более активны в своей работе, пытаясь достичь более высокого, более престижного статуса.
Эту концепцию подвергают сомнению, в качестве аргумента используя крах Уолл-стрит и финансовой системы в 2009 году. Кромптон пришел к выводу, что в лучшем случае можно провести тонкую грань между нарциссами, которые плохо справляются с работой из-за своих черт характера, и теми, кто достигает, благодаря им, огромного успеха.

## Дальнейшее чтение
- Gerald Falkowski, Jean Ritala Narcissism in the Workplace (2007)
- Samuel Grier Narcissism in the Workplace: What It Is — How To Spot It — What To Do About It (2011)
- Belinda McDaniel The Narcissists in Your Life: Coping with and Surviving Narcissists in the Workplace, at Home and Wherever You Are Forced to Associate with People Suffering from Narcissistic Personality Disorder (2014)
- Sam Vaknin, Lidija Rangelovska The Narcissist and the Psychopath in the Workplace (2006)